# IC 3918
IC 3918 је спирална галаксија у сазвјежђу Береникина коса која се налази на листи објеката дубоког неба у Индекс каталогу.
Деклинација објекта је + 22° 22' 24" а ректасцензија 12h 56m 53,5s. Привидна величина (магнитуда) објекта IC 3918 износи 14,9 а фотографска магнитуда 15,6. IC 3918 је још познат и под ознакама CGCG 130-2, KARA 560, KUG 1254+226, PGC 44205.